# Xã Windsor, Quận Lawrence, Ohio
Xã Windsor (tiếng Anh: Windsor Township) là một xã thuộc quận Lawrence, tiểu bang Ohio, Hoa Kỳ. Năm 2010, dân số của xã này là 2.147 người.